# Scott Pilgrim contre le Monde, le jeu
Scott Pilgrim contre le Monde, le jeu (Scott Pilgrim vs. the World: The Game) est un jeu de beat them all, édité par Ubisoft et Universal Studios, développé par Ubisoft Montréal et Ubisoft Chengdu, basé sur le comics canadien Scott Pilgrim ainsi que son adaptation cinématographique Scott Pilgrim. Les graphismes en pixel art sont réalisés par l'animateur australien Paul Robertson, et les musiques par le groupe de chiptune Anamanaguchi. Le jeu est sorti le 10 août 2010 sur le PSN et le 25 août 2010 sur le XBLA.
Ubisoft a annoncé en septembre 2020 qu'une Complete Edition serait disponible sur PlayStation 4, Xbox One, Windows, Nintendo Switch et Google Stadia. Cette édition est sortie le 14 janvier 2021.

## Accueil
- Jeuxvideo.com : 15/20[1]